# Trichomalopsis neelagastra
Trichomalopsis neelagastra är en stekelart som beskrevs av Sureshan och T.C. Narendran 2001. Trichomalopsis neelagastra ingår i släktet Trichomalopsis och familjen puppglanssteklar. Inga underarter finns listade i Catalogue of Life.